# Pepín de Pría

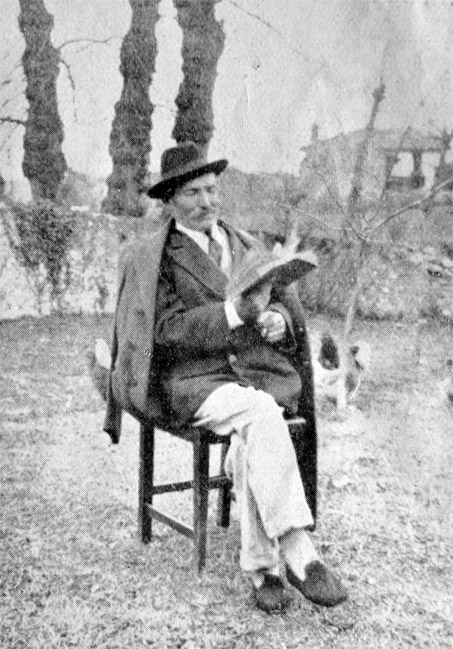
Pepín de Pría

José García Peláez (14 de Dezembro de 1864 – 27 de Dezembro de 1928) conhecido como Pepín de Pría e Pin de Pría, foi um dos mais destacados escritores da literatura em asturiano anterior ao movimento Surdimientu.

## Elementos biográficos
José García Peláez nasceu em 14 de Dezembro de 1864 em La Pesa, na freguesia de Pría (Llanes). Era filho de um professor e na semana em que nasceu ficou órfão de mãe.
Aos seis anos mudou-se com a família para Gijón e cedo começou a trabalhar. Aos doze anos deixou o trabalho para estudar bacharelato e mais tarde magistério na Escola Normal.
Teve uma vida cheia de dificultades económicas, quanto mais se se tiver em conta que teve 14 filhos, do casamento com Florentina Argüelles em 1891. Levando-o a desempenhar várias tarefas como empregado de banca, segurador ou viajante de comércio.
Em 1896 emigrou para Havana e daí enviou crónicas à imprensa asturiana sobre a vida em Cuba, regressando em poucos anos às Astúrias. Nesta época participou activamente no ambiente cultural em volta do Ateneo Obrero, os grupos musicais obreros e a imprensa. Politicamente era próximo do republicanismo federal e apoiou o processo de reivindicação regionalista.
Nos seus últimos anos voltou para Llanes, onde trabalhou como labrador. Morreu em Nueva, a 27 de Dezembro de 1928.

## Obra
José García Peláez começou a assinar os seus textos com o sobrenome de Pepín (ou Pin) de Pría em 1901. Na sua obra podem-se separar três elementos: os artigos de imprensa (em castelhano), a produção teatral e a poesia lírica. Também se sabe que esteve a trabalhar na elaboração de um dicionário de asturiano, que não foi preservado.
Como jornalista, apareceu em muitas publicações como El Noroeste ou El Comercio de Gijón, La Atalaya de Ribadesella, El Oriente de Asturias e La Ley de Dios (que chegou a dirigir) em Llanes.
Como autor de obras de teatro prático em verso foi um autor popular. Entre as suas obras destacam-se ¡A L’Habana! (1895), ¡El diañu de los microbios! (1914) e outras inéditas como El Curín, Venta quita renta, L'estudiante de Tueya, La hespiciana, La cruz del camín rial, Pepín l'afrancesáu o Xixón en 1808 e Alma virxen.
Contudo, a crítica valoriza Pepín de Pría como um dos principais poetas líricos em asturiano. As suas principais obras poéticas são Nel y flor (publicada em 1925 por subscrição popular) e La Fonte’l cai, obra póstuma, publicada em 1984, ainda que alguns fragmentos apareceram em vida do autor, por entregas, na imprensa da época.